# Dysithamnus puncticeps
Formigueiro-do-chocó ou choquinha-de-coroa-pintada (Dysithamnus puncticeps) é uma espécie de ave da família Thamnophilidae.
Pode ser encontrada nos seguintes países: Colômbia, Costa Rica, Equador e Panamá.
Os seus habitats naturais são: florestas subtropicais ou tropicais húmidas de baixa altitude.